# Eleições gerais no Peru em 2001
As eleições gerais peruanas de 2001 foram realizadas em dois turnos com o 1º turno sido realizado em 8 de abril e o 2º turno em 3 de junho e destinaram-se a eleger o novo presidente do Peru, bem como renovar a totalidade dos 130 assentos do Congresso da República. Tal situação ocorreu diante do fato de que nenhum dos candidatos que participaram da eleição presidencial obteve a maioria absoluta dos votos em 1º turno. Desse modo, Alejandro Toledo, filiado ao Perú Posible, e Alan García, ex-presidente entre 1985 e 1990 e filiado à Aliança Popular Revolucionária Americana (APRA), disputaram um 2.º turno após terem sido os dois candidatos mais votados. 
Ao final da disputa, Toledo, que já havia sido o candidato mais votado no 1º turno após obter 36,51% dos votos válidos, confirmou o favoritismo apontado pelas pesquisas de opinião e sagrou-se vencedor do pleito com 53,08% dos votos contra 46,92% obtidos por García.

## Antecedentes
Após a renúncia do então presidente Alberto Fujimori em 21 de novembro de 2000 realizada mediante a envio de um fax feito em um hotel no Japão, país onde encontrava-se hospedado em viagem oficial, o Congresso da República aprovou imediatamente no dia seguinte uma moção de deposição do presidente sob a alegação formal de "incapacidade moral permanente". Obedecendo ao rito de sucessão presidencial definido pela Constituição de 1992, o 1º vice-presidente do país à época, Francisco Tudela, seria necessariamente o próximo membro da linha sucessória a assumir a presidência. Entretanto, diante do caos político em que encontrava-se o país que impedia uma sucessão presidencial tranquila, também renunciou ao cargo.
A 2ª vice-presidente do país e também presidente do Congresso da República, Martha Hildebrandt, tampouco contava com reconhecimento e apoio da oposição política ao regime fujimorista e acabou destituída de suas funções com a eleição de um novo presidente do parlamento unicameral peruano: Valentín Paniagua, um congressista de oposição filiado à Ação Popular (AP), que contou com o apoio majoritário do parlamento para assumir a presidência do país e liderar um governo de transição que fosse responsável por restituir a democracia no Peru através da organização de novas eleições gerais para o ano seguinte.

## Resultados eleitorais

### Eleição presidencial
| Candidato(a)             | Partido                  | 1.º turno     | 1.º turno | 2.º turno     | 2.º turno | Situação    |
| Candidato(a)             | Partido                  | Votos válidos | %         | Votos válidos | %         | Situação    |
| ------------------------ | ------------------------ | ------------- | --------- | ------------- | --------- | ----------- |
| Alejandro Toledo         | Perú Posible             | 3 871 167     | 36.51     | 5 548 556     | 53.08     | Eleito      |
| Alan García              | APRA                     | 2 732 857     | 25.78     | 4 904 929     | 46.92     | Não eleitos |
| Lourdes Flores           | PPC                      | 2 576 653     | 24.30     | –             | –         | Não eleitos |
| Fernando Olivera         | FIM                      | 1 044 207     | 9.85      | –             | –         | Não eleitos |
| Demais candidatos        | Demais partidos          | 376 836       | 3.56      | –             | –         | Não eleitos |
| Votos válidos            | Votos válidos            | 10 601 720    | 86.44     | 10 453 485    | 86.19     | –           |
| Votos em branco/nulos    | Votos em branco/nulos    | 1 662 629     | 13.56     | 1 675 484     | 13.81     | –           |
| Votos registrados        | Votos registrados        | 12 264 349    | 100.00    | 12 128 969    | 100.00    | –           |
| Comparecimento eleitoral | Comparecimento eleitoral | 14 906 233    | 82.23     | 14 906 233    | 81.37     | –           |